# دانشگاه علوم پزشکی قم
دانشگاه علوم پزشکی قم یکی از دانشگاه‌های استان قم است که به‌طور رسمی فعالیت خود را به صورت دانشگاه از اواخر سال ۱۳۸۳ آغاز کرد. در حال حاضر، دانشگاه علوم پزشکی قم با هفت دانشکده، سی و هفت رشته تحصیلی، نزدیک به ۲۶۳ نفر عضو هیئت علمی و در حدود ۲۵۸۹ دانشجو و با بهره‌گیری از تعدادی از استادان مدعو مشغول به فعالیت است. این دانشگاه دارای چند ساختمان آموزشی شامل دانشکده دندانپزشکی دانشکده بهداشت دانشکده پرستاری و مامایی و ساختمان پردیس دانشگاهی دانشکده طب و دین و دانشکده طب سنتی می‌باشد همچنین دارای دو خوابگاه دانشجویی امام خمینی و کوثر می‌باشد.

## تاریخچه

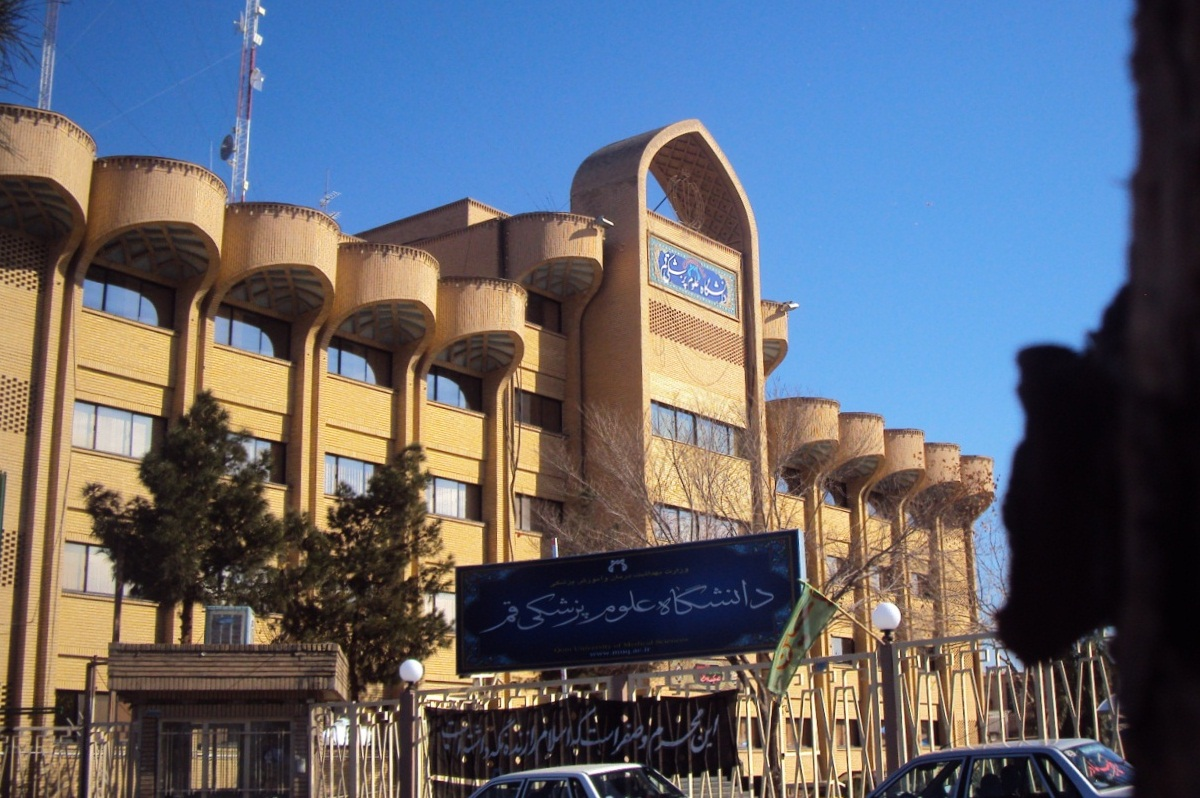
سردر دانشگاه

به دنبال استان شدن قم در سال ۱۳۷۸ و با ارتقای شبکه بهداشت و درمان قم که تا آن زمان، به عنوان یکی از مراکز تابعه دانشگاه علوم پزشکی تهران فعالیت می‌کرد و متولی امور بهداشتی و درمانی قم بود، به عنوان دانشکده علوم پزشکی و خدمات بهداشتی درمانی قم شکل گرفت. همزمان، موافقت اصولی وزارت بهداشت درمان و آموزش پزشکی با ایجاد دانشکده‌های پرستاری و بهداشت اعلام گردید، تا اینکه در سال ۱۳۷۶ با پذیرش دانشجو در رشته کارشناسی پرستاری، فعالیت آموزشی دانشکده رسماً آغاز شد. دانشگاه علوم پزشکی قم در سالهای ابتدایی تأسیس، فقط پذیرش دانشجوی پسر داشت اما به دنبال انحلال دانشگاه علوم پزشکی فاطمیه قم که صرفاً دانشجوی دختر پذیرش می‌کرد، دانشجوی پسر و دختر را همزمان پذیرفت. دانشگاه علوم پزشکی قم به تربیت دستیار تخصصی در رشته‌های داخلی، جراحی، طب اورژانس، مغز و اعصاب، بیماری‌های زنان، قلب و عروق می‌پردازد

## ساختار
رئیس دانشگاه به همراه شش معاون خود، شامل معاون آموزشی پژوهشی، معاون دانشجویی و فرهنگی، معاون امور درمان، معاون امور دارو و غذا، معاون بهداشتی و معاون توسعه مدیریت ومنابع ارکان اصلی مدیریتی دانشگاه را تشکیل می‌دهند.
رؤسای دانشکده‌ها نیز توسط رئیس دانشگاه تعیین و منصوب می‌گردند و با هماهنگی با معاونت آموزشی به اداره دانشکده‌ها می‌پردازند. همچنین، رؤسای مراکز آموزشی درمانی نیز توسط رئیس دانشگاه و از میان اعضای هیئت علمی انتخاب و منصوب می‌شوند.

## بیمارستان‌های آموزشی
- کامکار - عرب نیا

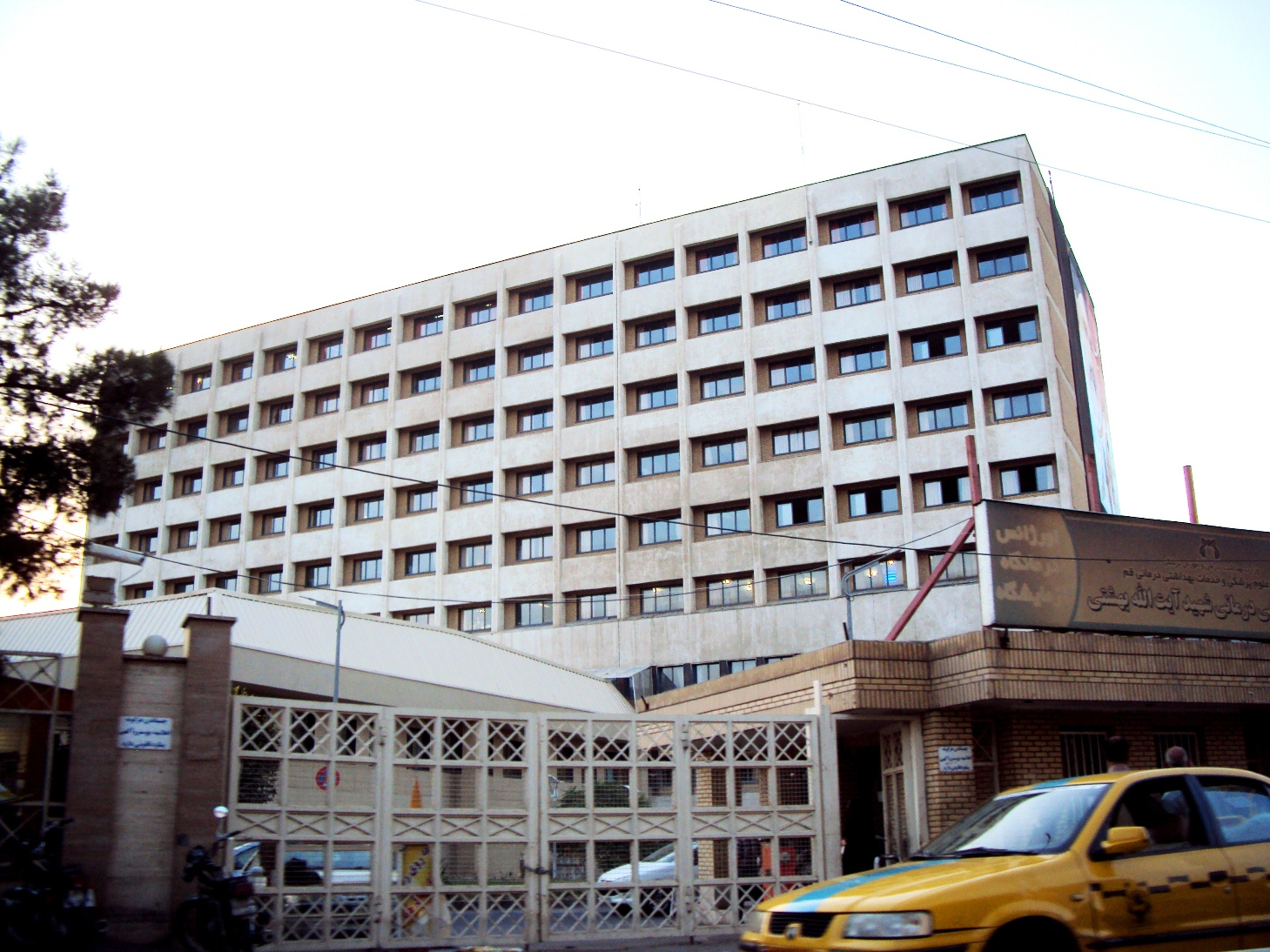
بیمارستان شهید بهشتی

- خیرین سلامت (نکویی، هدایتی، فرقانی، ایزدی)
- حضرت زهرا (س)[۴]
- حضرت فاطمه معصومه (س)
- بیمارستان شهید بهشتی قم
- شهدا
- سلامتکده طب ایرانی معصومیه

## دانشکده‌ها

### دانشکده پزشکی
دانشکدهٔ پزشکی دانشگاه علوم پزشکی قم در سال ۱۳۸۳ بنیان‌گذاری شد و اکنون دارای ۵ بیمارستان آموزشی است.

### دانشکده دندانپزشکی
دانشکدهٔ دندانپزشکی قم در سال ۱۳۹۰ به‌عنوان زیرمجموعهٔ دانشگاه علوم پزشکی قم بنیان‌گذاری شد.

### دانشکده پرستاری و مامایی
دانشکدهٔ پرستاری و مامایی دانشگاه علوم پزشکی قم در سال ۱۳۷۶ تأسیس شد و پس از جابجایی‌های متعدد، اکنون در محل دانشکده پزشکی قم مستقر است. این دانشکده در رشته‌های کارشناسی مامایی و کارشناسی پرستاری دانشجو می‌پذیرد.

### دانشکده طب سنتی
دانشکدهٔ طب سنتی قم نخستین سلامتکده و دانشکدهٔ طب ایرانی است که با پشتیبانی خیران، در فضایی به وسعت ۱۶۰۰ متر مربع و در ساختمانی شش طبقه احداث شده است. دو طبقهٔ آن ویژهٔ سلامتکده و درمانگاه و سه طبقهٔ آن ویژهٔ آموزش و پژوهش در نظر گرفته شده و طبقهٔ زیرزمین آن نیز به انبار اختصاص یافته است.

### سایر دانشکده‌ها
دانشگاه علوم پزشکی قم همچنین دارای دانشکده‌های دیگری از جمله دانشکدهٔ بهداشت، دانشکدهٔ پیراپزشکی و دانشکدهٔ سلامت و دین است.